# Carl Wilhelm Berger
Carl Wilhelm Berger, född 13 mars 1801, död 17 september 1882 i Göteborgs domkyrkoförsamling, var en svensk tullförvaltare och donator.
Berger skänkte genom ett testamente daterat 16 januari 1878 till Vitterhets-, historie- och antikvitetsakademin en fond, som 1930 uppgick till 290 000 kronor. Räntorna skulle användas till historiska och antikvariska ändamål. Fonden bekostade utgivandet av Axel Oxenstiernas skrifter och brefvexling.